# Verdrag van Blois (1504)

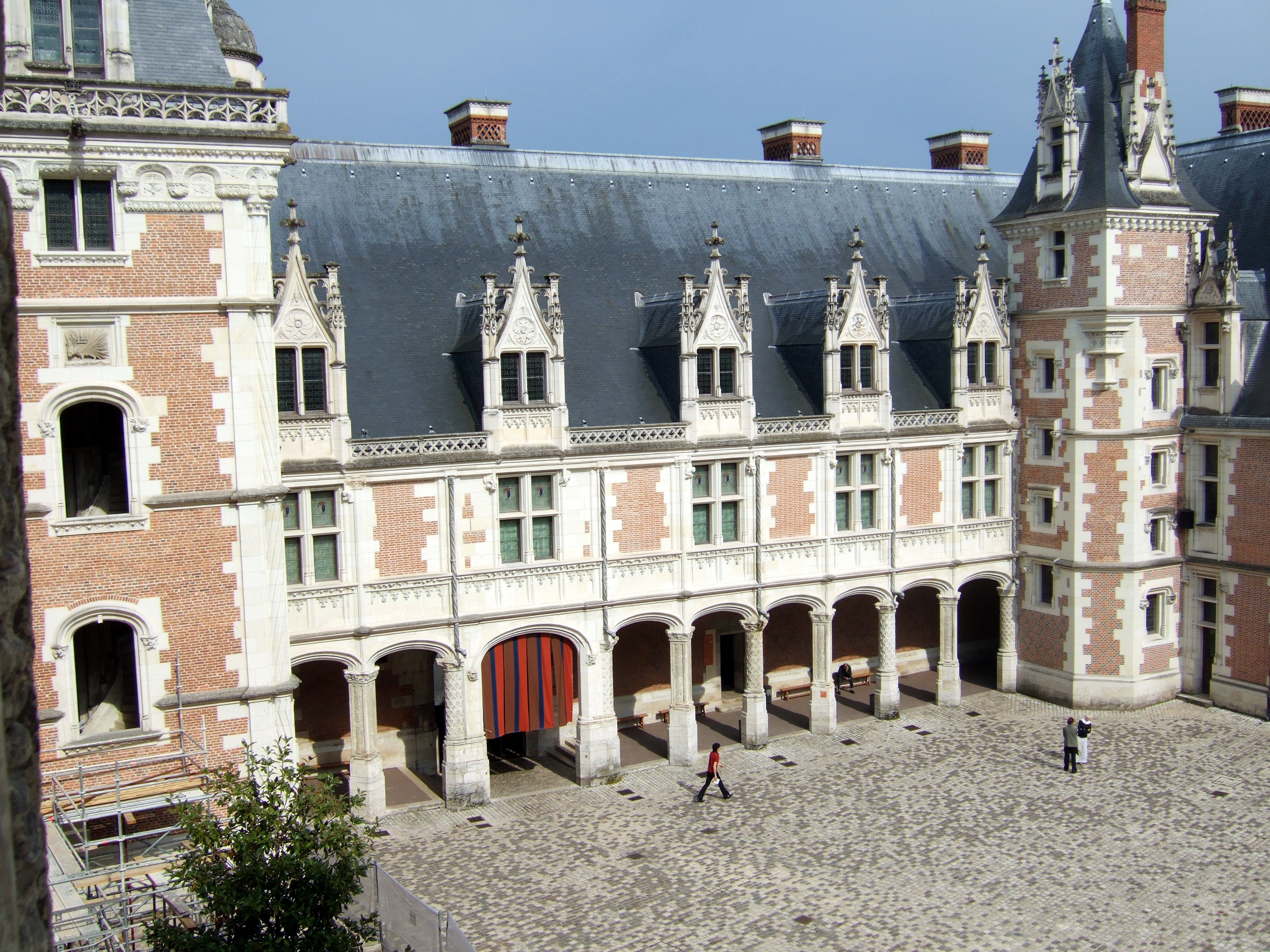
Het Kasteel van Blois, plaats van de verdragen van Blois.

Het eerste Verdrag van Blois  werd getekend op 22 september 1504 en bevatte openbare en geheime bepalingen tussen Lodewijk XII, koning van Frankrijk, en Filips I van Castilië, koning van Spanje. Hierin was het huwelijk tussen Karel van Luxemburg - zoon van Filips I van Castilië en Johanna van Castilië, de toekomstige keizer Karel V - en Claude van Frankrijk - dochter van Lodewijk XII en Anna van Bretagne - afgesproken met het koninkrijk Napels als bruidsschat, hoewel de Franse koning het bestuur in handen zou houden. 
Daarnaast zou het echtpaar bij het zonder mannelijk erfgenaam overlijden van Lodewijk het hertogdom Milaan, Genua met zijn gebieden, het hertogdom Bretagne, de graafschappen Asti en Blois, het hertogdom Bourgondië, het onderkoninkrijk Auxonne, Auxerrois, Mâconnais en Bar-sur-Seine.